# الانتخابات الرئاسية في مالي 2018
الانتخابات الرئاسية في جمهورية مالي في 29 يوليو 2018.

## النظام الانتخابي
رئيس جمهورية مالي يتم انتخاب باستخدام نظام اقتراع على دورتين.

## المرشحين للرئاسة
- القائمة قريبا